# 中之島公園
中之島公園（なかのしまこうえん）は、大阪市北区中之島にある風致公園である。

## 概要
大阪市の都心部、中之島の東部に位置する。周囲一帯はオフィス街で、都会の憩いの場となっている。
難波橋と阪神高速1号環状線の間にはバラの花壇が設けられ、春や秋にはバラの花が咲く。また、南北方向に水路が流れ、東西にバラ園（2009年の改修まで東側は円形バラ園）があり、ばらぞの橋が架かっている。なお、この水路はちょうど天満堀川（現在は埋立。阪神高速12号守口線）の延長線上にあたる。
天神橋より突き出た東端部は、大川を堂島川と土佐堀川に分けて尖っていることから「剣先」と呼ばれ、先端には安藤忠雄の構想による噴水が設置されている。

## 歴史
1766年（明和3年）、当時の中之島東端に「山崎ノ鼻」と呼ばれる新地が埋立造成されて遊興地・景勝地となった。「山崎ノ鼻」には1879年（明治12年）に豊國神社が造営され、1891年（明治24年）に淀屋橋以東が大阪市初の市営公園として整備された。その後、公園内に建築物が増加したため、1915年（大正4年）の淀川低水工事に伴って旧：難波橋から天神橋の上流までが埋立造成されて、公園を拡充することとなった。
豊國神社を中心とした開園当初こそ江戸時代以来の風情も残っていたが、明治後期には大阪ホテル、大阪府立中之島図書館などの洋館が建つようになった。大正期には新：難波橋（現在の橋）が架橋され、中之島公会堂の建設に伴って豊國神社は図書館西側へ移転、その西側に大阪市庁舎（3代目）が竣工する頃には洋風の公園に生まれ変わった。
- 1891年（明治24年）12月1日 - 開園
- 2009年（平成21年）3月31日 - 再整備工事完了

## 主な施設
※ 東側から順に記載

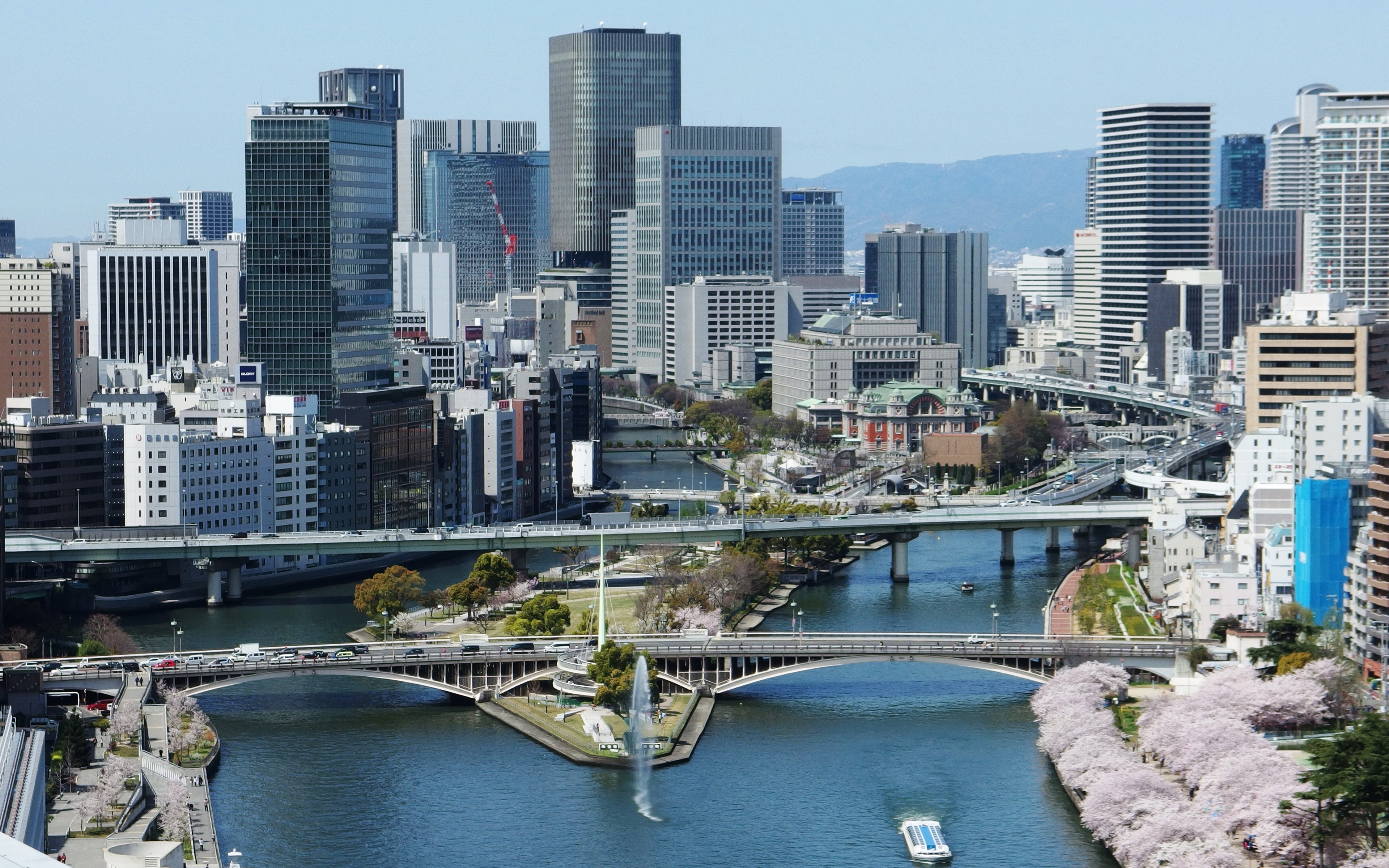
中之島を東から望む

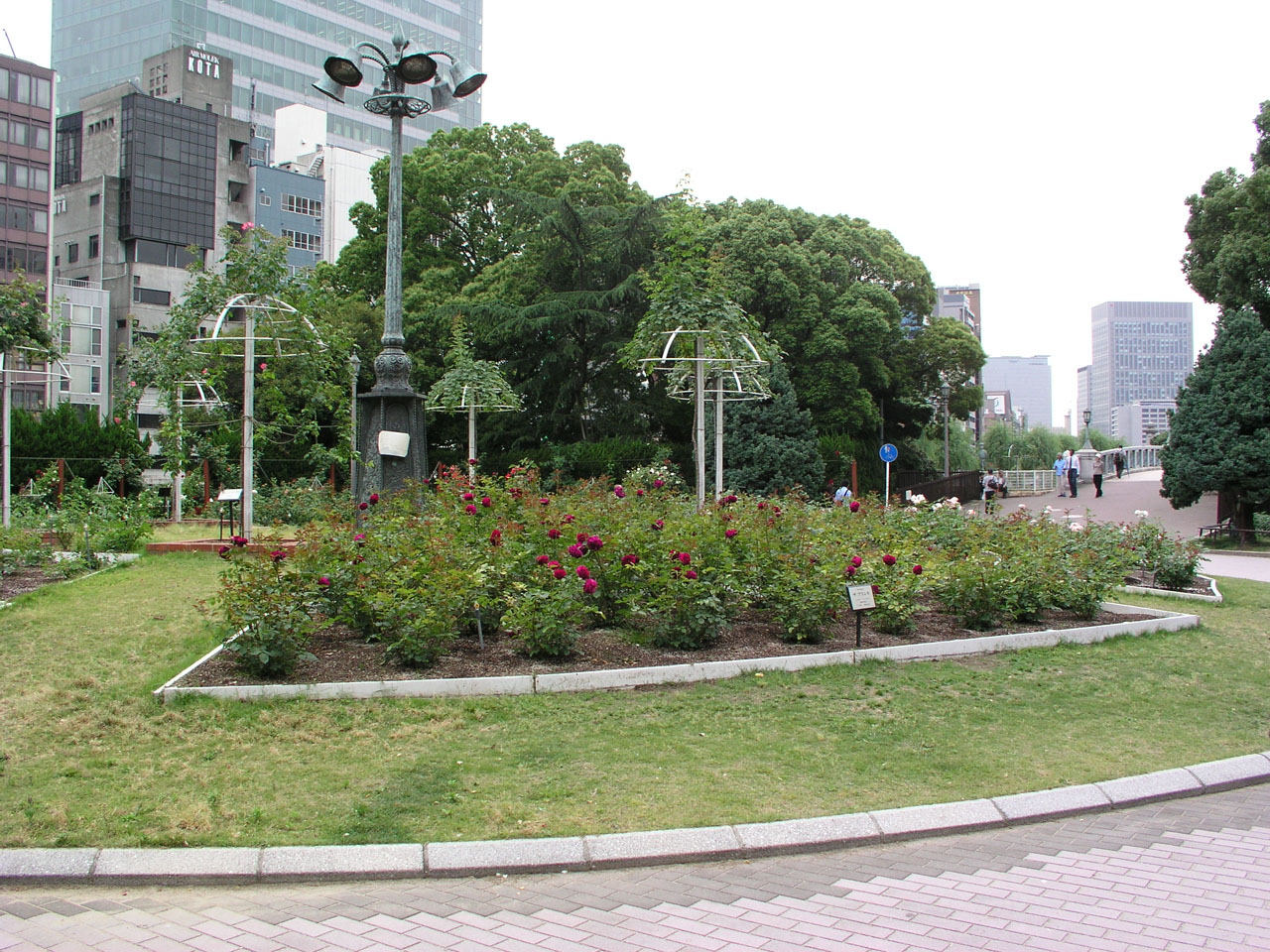
円形バラ園（再整備工事以前）

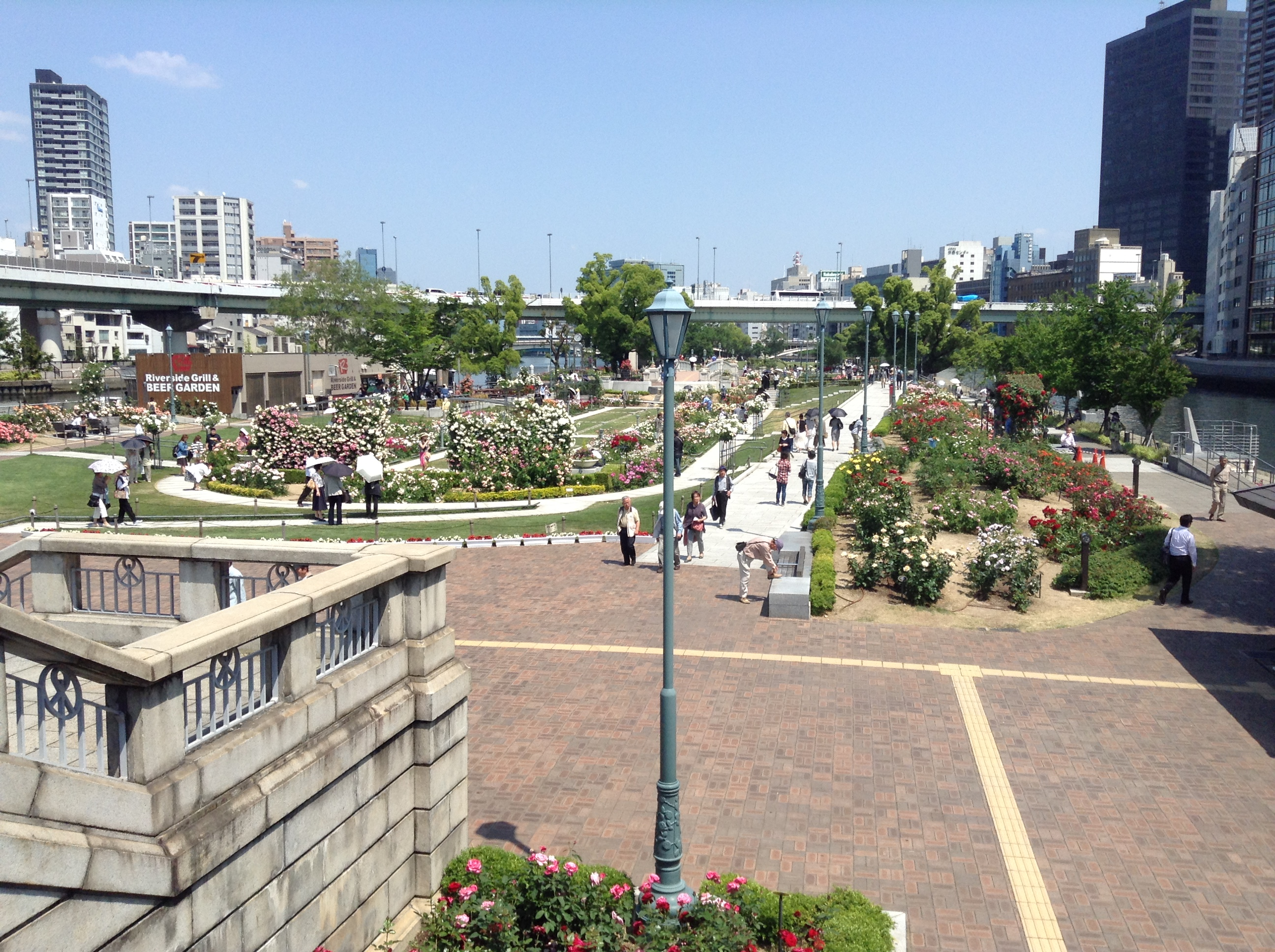
バラの庭（難波橋より）

- バラの庭　-　園内には89品種、約4千株のバラが咲く。
- 中之島水上劇場（旧野外音楽堂）
- こども本の森 中之島
- 東洋陶磁美術館
- テニスコート
- 中央公会堂
- 府立中之島図書館
- 大阪市役所
- 中之島緑道 - 10点の彫刻が設置されている。

また、自転車道である大阪府道801号大阪吹田自転車道線（北大阪サイクルライン）が中之島公園内を通っている。
かつて存在した施設
- 通報艦最上のマストと後艦橋 - 1929年（昭和4年）廃艦となり、同年在郷軍人会大阪連合会海軍班が大阪市に寄贈された戦争遺構。高さ28mあった。しかし老朽化で倒壊の危険性があったため、2009年（平成21年）2月9日解体、呉市海事歴史科学館に移設[1]。

## 周辺の橋
|             | 四つ橋筋 |    |      |    |          |    |                  |      | 御堂筋 |    |        |          |        |        | 堺筋   |      |          |      | 天神橋筋 |          |
| _←_         | 渡辺橋   |    |      |    | 阪神高速 | ＿ | ガ丨デンブリッジ | ＿＿ | 大江橋 | ＿ | 水晶橋 | ＿       | 鉾流橋 | ＿＿＿ | 難波橋 | ＿＿ | 阪神高速 | ＿＿ | 天神橋   | 堂島川   |
| 中之島 公園 |          |    |      |    |          |    |                  |      |        |    |        |          |        |        |        |      |          |      |          |          |
| _←_         | 肥後橋   | ＿ | 錦橋 | ＿ | 阪神高速 |    |                  |      | 淀屋橋 |    |        | 栴檀木橋 |        |        | 難波橋 | ＿   | 阪神高速 |      | 天神橋   | 土佐堀川 |

## 最寄駅
- なにわ橋駅（京阪中之島線）
- 北浜駅（京阪本線、Osaka Metro堺筋線）
- 大江橋駅（京阪中之島線）
- 淀屋橋駅（京阪本線、Osaka Metro御堂筋線）